# アロースミス川
アロースミス川（アロースミスがわ、the Arrowsmith River）は、オーストラリアの西オーストラリア州中西部地域を流れる河川。
探検家ジョージ・グレイは、1839年4月11日に、悲惨な結果となった2回目の西部海岸沿いの探検の途上で、この川を発見した。グレイはこの川に、イングランドの優れた地図製作者であったジョン・アロースミスにちなんで名を付けた。
この川は、アリノの集落のすぐ南側、スリー・スプリングスの北西側のミッドランド・ロード付近から源を発し西へ流れて、海岸の方向へ 85キロメートル (53 mi) ほど進み、クリフ・ヘッド (Cliff Head) から 9キロメートル (6 mi) ほど内陸に位置するアロースミス湖 (Arrowsmith Lake) に注ぐ。
この川は、流路全体を通して 219メートル (719 ft) ほどの標高差を流下する。
1932年には、豪雨のために周辺の小川などが数時間で水位を上げ、流域で洪水が起こった。
この川の塩分濃度は、汽水の流入があり、しばしば1リットルあたり1,000ミリグラムを超えるが、集水域における潜在的な掘抜き井戸の噴出量は高い水準にある。